# Аббас Кіаростамі
Аббас Кіаростамі (перс. عباس کیارستمی; нар. 22 червня, 1940 — 4 липня, 2016) — іранський кінорежисер, сценарист і продюсер. Один з лідерів «нової хвилі» іранського кінематографу. Володар безлічі кінематографічних нагород, в числі яких «Золота пальмова гілка» 50-го Каннського фестивалю (за фільм «Смак вишні» — вперше «Золота пальмова гілка» була присуджена іранському фільму). Крім того, Кіаростамі відомий як дизайнер, фотограф і поет. Здобув освіту в школі витончених мистецтв Тегеранського університету. У «великому кіно» дебютував в 1977 році з фільмом «Мандрівник». Зняв понад 40 фільмів. Кіаростамі є лауреатом багатьох міжнародних премій і фестивалів, включаючи Каннський («Золота пальмова гілка», 1997), Венеційський (4 нагороди, 1999), кінофестиваль в Локарно (3 нагороди, 1987) та інші.
Кіаростамі був одружений, але розлучився, у нього двоє дітей. Один із них — режисер Багман Кіаростамі.
Кіаростамі мав великий вплив на світовий кінематограф. Жан-Люк Годар казав про Кіаростамі: «Кіно починається із Девіда Ворка Гріффіта і закінчується Аббасом Кіаростамі».
Помер 4 липня 2016 року в Парижі у віці 76 років.

## Вибрана фільмографія
- 2016 — «24 кадри» (англ. 24 Frames)
- 2010 — «Завірена копія» (фр. Copie conforme)
- 2008 — «Ширін» (перс. Shirin)
- 2007 — «У кожного своє кіно» (фр. Chacun son cinéma)
- 2005 — «Квитки» (англ. Tickets)
- 2002 — «Десять» (перс. ده)
- 1999 — «Вітер понесе нас» (перс. باد ما را خواهد برد)
- 1997 — «Смак вишні» (фр. Le goût de la cerise)
- 1995 — «Люм'єр і компанія» (фр. Lumiere et compagnie)
- 1995 — «Біла кулька» (перс. بادکنک سفيد)
- 1994 — «Крізь оливи» (перс. زير درختان زيتون)
- 1991 — «І життя триває» (перс. زندگي و ديگر هيچ)
- 1989 — «Домашня робота» (перс. مشق شب)
- 1987 — «Де будинок друга» (перс. خانه دوست كجاست؟)
- 1977 — «Весільний костюм» (перс. Lebasi Baraye Arossi)
- 1974 — «Мандрівник» (перс. مسافر)